# Scotonycteris zenkeri
Scotonycteris zenkeri là một loài động vật có vú trong họ Dơi quạ, bộ Dơi. Loài này được Matschie mô tả năm 1894.

## Hình ảnh

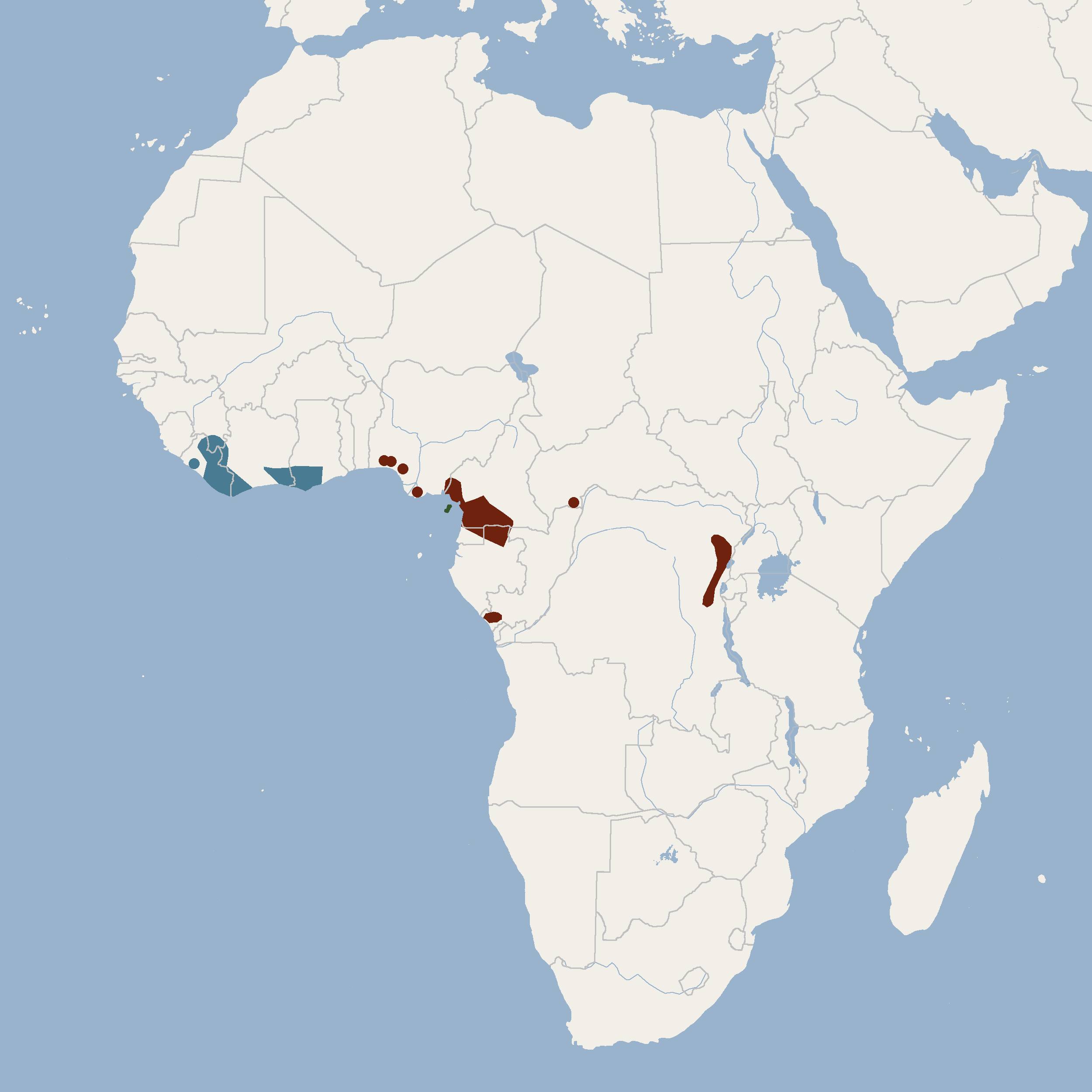